# Inversion de population

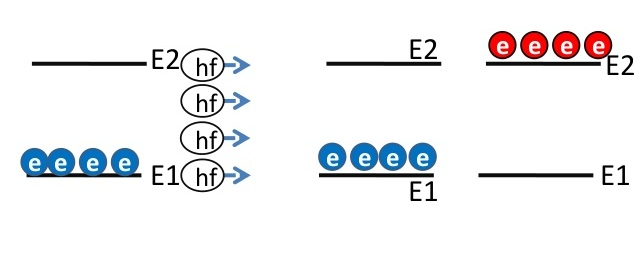
Association Warungi.

En physique, notamment en physique statistique, une inversion de population se produit lorsqu'un système (à trois niveaux d'énergie minimum) comme un groupe d'atomes ou molécules, se trouve dans un état dans lequel la majorité des éléments sont dans un état excité plutôt que dans leur état fondamental, i.e. :  {\displaystyle N_{2}} > {\displaystyle N_{1}}.
Le phénomène d’inversion de population est une étape nécessaire dans le fonctionnement d'un laser.
Avoir une population plus élevée dans le niveau de plus haute énergie {\displaystyle N_{2}} que dans le niveau {\displaystyle N_{1}} n'est pas une situation d'équilibre. En effet, à l'équilibre thermodynamique, la répartition des populations sur les niveaux est donnée par la loi de Boltzmann : 
{\displaystyle N_{2}=N_{1}\exp \left(-{\frac {E_{2}-E_{1}}{k_{B}T}}\right)}.
Dans ce cas, {\displaystyle N_{2}} est toujours inférieur à {\displaystyle N_{1}}. Il faut donc créer une situation hors équilibre en apportant de l'énergie au système des atomes via un pompage dont l'objectif est d'amener suffisamment d'atomes sur le niveau du haut.
C'est ce phénomène d'inversion de population qui conduit à des températures négatives (en kelvin).